# Мюнхен. На грани войны
«Мюнхен. На грани войны» (англ. Munich – The Edge of War) — британский драматический фильм, снятый Кристианом Швоховым по сценарию Бена Пауэра. Фильм основан на одноимённом романе Роберта Харриса. В главных ролях: Джереми Айронс, Джордж Маккей, Яннис Нивёнер, Сандра Хюллер, Лив Лиза Фрис, Аугуст Диль, Эрин Доэрти, Анджли Мохиндра и Ульрих Маттес.
Премьера фильма состоялась на Netflix 21 января 2022 года.

## Сюжет
В 1938 году премьер-министр Великобритании Невилл Чемберлен едет в Мюнхен, чтобы предотвратить войну, и подписывает Мюнхенское соглашение. По его следам путешествует Хью Легат, который должен встретиться с немецким дипломатом, чтобы получить секретный уличающий документ. Этот дипломат — Пауль фон Хартманн, его студенческий друг со времён учёбы в Оксфорде.

## В ролях
- Джереми Айронс — Невилл Чемберлен
- Джордж Маккей — Хью Легат
- Яннис Нивёнер —Пауль фон Хартманн
- Сандра Хюллер — Хелен Винтер
- Лив Лиза Фрис — Лени
- Аугуст Диль — Франц Зауэр
- Джессика Браун Финдлей — Памела Легат
- Анджли Мохиндра — Джоан
- Ульрих Маттес — Адольф Гитлер

## Производство и релиз
В ноябре 2020 года стало известно, что Джереми Айронс, Джордж Маккей, Яннис Нивёнер, Сандра Хюллер, Лив Лиза Фрис, Аугуст Диль, Эрин Доэрти и Мартин Вуттке присоединились к актёрскому составу фильма, Кристиан Швохов выступит режиссёром по сценарию Бена Пауэра на основе одноимённого романа Роберта Харриса, Netflix займётся дистрибуцией фильма.
Съёмочный период начался в ноябре 2020 года и завершились в декабре 2020 года. Съёмки проходили в Берлине, Потсдаме, Мюнхене и других местах.
Премьера фильма состоялась 13 октября 2021 года на Лондонском кинофестивале. С 6 января 2022 года фильм вышел в ограниченный прокат в Германии, а с 21 января 2022 года фильм стал доступен на Netflix.

## Восприятие
На сайте Rotten Tomatoes фильм имеет рейтинг 86 % основанный на 73 отзывах, со средней оценкой 6.7/10. На Metacritic средневзвешенная оценка составляет 57 из 100 на основе 8 рецензий.
Рецензией в журнале «Историческая экспертиза» отозвалась доктор исторических наук профессор Людмила Хут.